# José Júlio de Albuquerque Barros
José Júlio de Albuquerque Barros, primeiro e único Barão de Sobral (Sobral, 11 de maio de 1836 – Rio de Janeiro, 31 de agosto de 1893), foi um político brasileiro.

## Biografia
Filho do juiz e ex-deputado provincial João Fernandes Barros e de Luísa Amélia de Albuquerque Barros. Era irmão de Ana Luísa de Albuquerque Barros, casada com João Capistrano Bandeira de Melo Filho, e de Maria Natividade de Albuquerque, casada com Giácomo Raja Gabaglia, que foi mãe de Eugênio de Barros Raja Gabaglia. Pelo lado materno, era primo-irmão de Antônio Joaquim Rodrigues Júnior.
Foi secretário do governo dos presidentes da província do Ceará Lafayette Rodrigues Pereira e Francisco Inácio Marcondes Homem de Melo.
Foi deputado à Assembléia Geral do Ceará na 13.ª legislatura (1867-1870).
Foi presidente da província do Ceará, nomeado por carta imperial de 9 de fevereiro de 1878, de 8 de março de 1878 até 2 de julho de 1880. Foi também presidente do Rio Grande do Sul, nomeado por carta imperial de 2 de junho de 1883, de 16 de julho de 1883 a 19 de setembro de 1885.
Após a proclamação da república foi nomeado ministro do Supremo Tribunal Federal, tomando posse em 28 de fevereiro de 1891. Por decreto de 3 de março de 1891 foi nomeado Procurador-Geral da República, exercendo o cargo até falecer.
Morreu quatro anos depois, em decorrência de uma hérnia estrangulada, e seu corpo foi sepultado no Cemitério de São João Batista, no Rio de Janeiro.
Foi casado, desde 3 de junho de 1885, com Maria Francisca Gomes da Costa, filha do Barão de Arroio Grande. Era então viúvo de Marieta Raja Gabaglia, falecida em Fortaleza, em 31 de dezembro de 1878, vítima do grande surto de varíola que houve naquela cidade naquele ano, onde chegaram a morrer 1.004 pessoas em um único dia.

## Homenagens
Em sua terra natal, a prefeitura do município outorga a Medalha Barão de Sobral, criada por lei municipal em 1988.

## Títulos nobiliárquicos e honrarias
- Foi agraciado com o grau de cavaleiro da Imperial Ordem da Rosa e o título de Conselheiro.
- Barão de Sobral - Título conferido pelo Imperador D. Pedro II, por decreto imperial em 19 de janeiro de 1889, por serviços prestados ao Império. Faz referência a Sobral, povoado no Ceará.